# Arcytophyllum lavarum
Arcytophyllum lavarum är en måreväxtart som beskrevs av Karl Moritz Schumann. Arcytophyllum lavarum ingår i släktet Arcytophyllum och familjen måreväxter. Inga underarter finns listade i Catalogue of Life.